# Штенцел, Ян
Ян Штенцел (чеш. Jan Štencel; 26 февраля 1995, Опава, Чехия) — чешский хоккеист, защитник. Чемпион Чехии 2017 и 2018 годов в составе клуба «Комета Брно». Сейчас играет в чешской Экстралиге за «Мотор Ческе-Будеёвице».

## Карьера
Ян Штенцел является воспитанником опавского хоккея. Дебютировал в Экстралиге за клуб «Витковице» в сезоне 2012/13.
В 2016 году перешёл в «Комету». Дважды (в 2017 и 2018 годах) становился чемпионом Чехии в составе клуба из Брно.
В 2018 году дебютировал в сборной Чехии.
4 декабря 2019 года было объявлено о возвращении Яна Штенцела в родной клуб «Витковице».
11 января 2021 года перешёл в клуб «Мотор Ческе-Будеёвице».

## Достижения
Чемпион Чехии 2017 и 2018

## Статистика
Обновлено на конец сезона 2020/2021
- Чешская экстралига — 389 игр, 124 очка (27 шайб + 97 передач)
- Лига чемпионов — 29 игр, 7 очков (1+6)
- Чешская первая лига — 16 игр, 7 очков (0+7)
- Сборная Чехии — 8 игр, 2 очка (0+2)
- Всего за карьеру — 442 игры, 140 очков (28+112)